# Lutkivka, Mala Vîska
Lutkivka (în ucraineană Лутківка) este un sat în comuna Manuilivka din raionul Mala Vîska, regiunea Kirovohrad, Ucraina.

## Demografie
Componența lingvistică a localității Lutkivka
     Ucraineană (98,56%)
     Rusă (1,44%)
Conform recensământului din 2001, majoritatea populației localității Lutkivka era vorbitoare de ucraineană (98,56%), existând în minoritate și vorbitori de rusă (1,44%).